# Sémillante
La Sémillante fu una fregata di prima classe francese costruita a Tolone nel 1820 e naufragata presso l'isola di Lavezzi il 15 febbraio 1855.
La Semillante partì da Tolone il 14 febbraio 1855 con destinazione Odessa in Crimea per portare aiuti all'esercito francese presente a causa della guerra. Il comandante era Gabriel Auguste Jugan (? 1802 - Lavezzi, 15 febbraio 1855). La mattina del 15 febbraio l'imbarcazione fu sorpresa da una tempesta mentre tentava di attraversare le Bocche di Bonifacio. Alle ore 12.00 circa si schiantò sugli scogli ad ovest dell'isola di Lavezzi tra la Corsica e la Sardegna.
Nel naufragio perirono 695 uomini: 560 corpi riposano nei due cimiteri sull'isola di Lavezzi mentre 32 sono sepolti altrove, gli altri non vennero mai ritrovati.
Alcuni cadaveri vennero ritrovati a La Maddalena, altri a Bonifacio e alcuni persino a Pianotolli-Caldarello a 40 km di distanza dal luogo del naufragio.

## Stato maggiore della Sémillante
- Comandante: Gabriel Auguste Jugan
- Tenente di vascello: Jean Joseph Marie Bernard
- Tenente di vascello: Jean Laurent Denans
- Alfiere di vascello: François Eugene La Preire
- Alfiere di vascello: Ernest Adolphe Lahalle
- Aspirante ausiliare di prima classe: Michel Edmond Jagoues
- Sotto commissario di bordo: Etienne-Hypolyte Le Noble
- Medico di bordo: Jean-Marie-Theophile Le Bos
- Medico di bordo: Berton
- Cappellano di bordo: Joseph Carrieres

La vicenda ha generato il racconto L'agonie de la Sémillante contenuto in Lettere dal mio mulino (Lettres de mon moulin) del 1870 di Alphonse Daudet.

## Nota storica
Questa fregata non è la prima a portare questo nome; una unità precedente (una fregata da 36 cannoni) risale al periodo napoleonico, e fu protagonista della guerra nell'oceano Indiano portata dall'ammiraglio Linois partendo dalla base dell'isola di Mauritius, prima della conquista di queste isole da parte degli inglesi.

## Galleria d'immagini

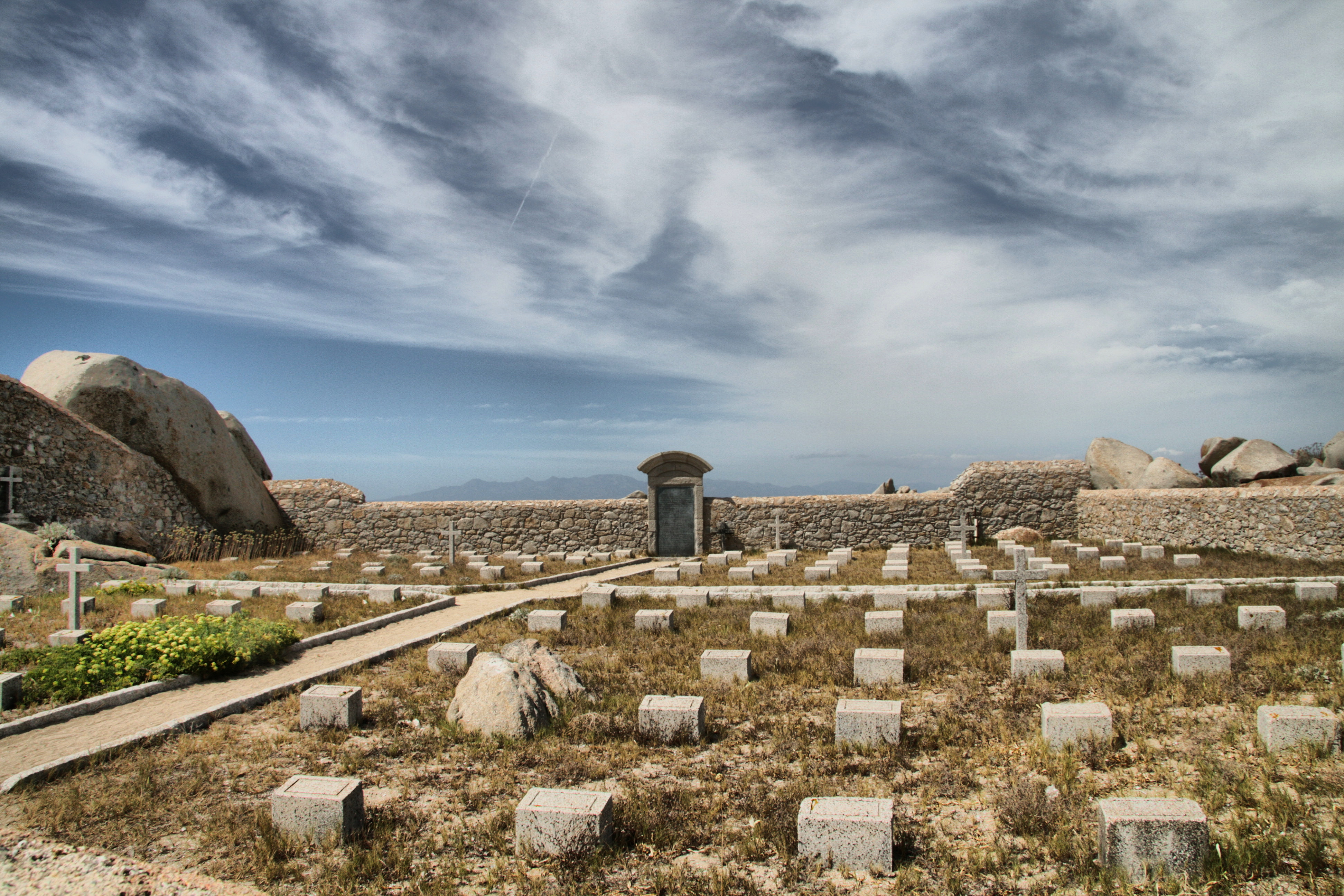
Cimitero della Sémillante
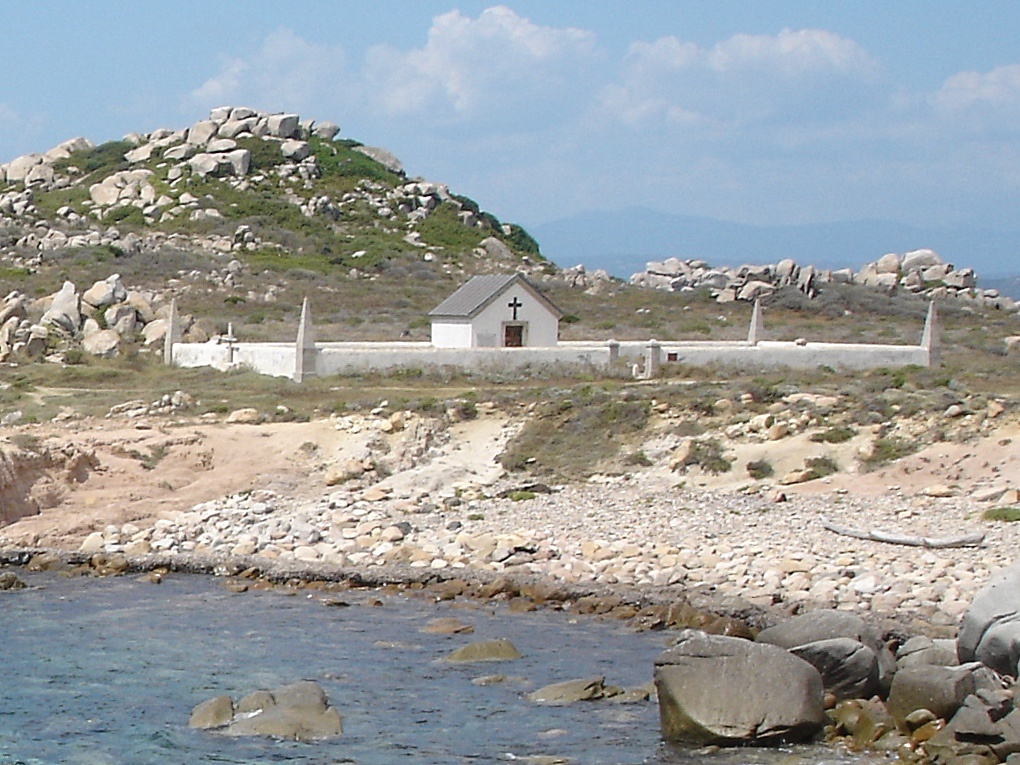
Cimitero della Sémillante
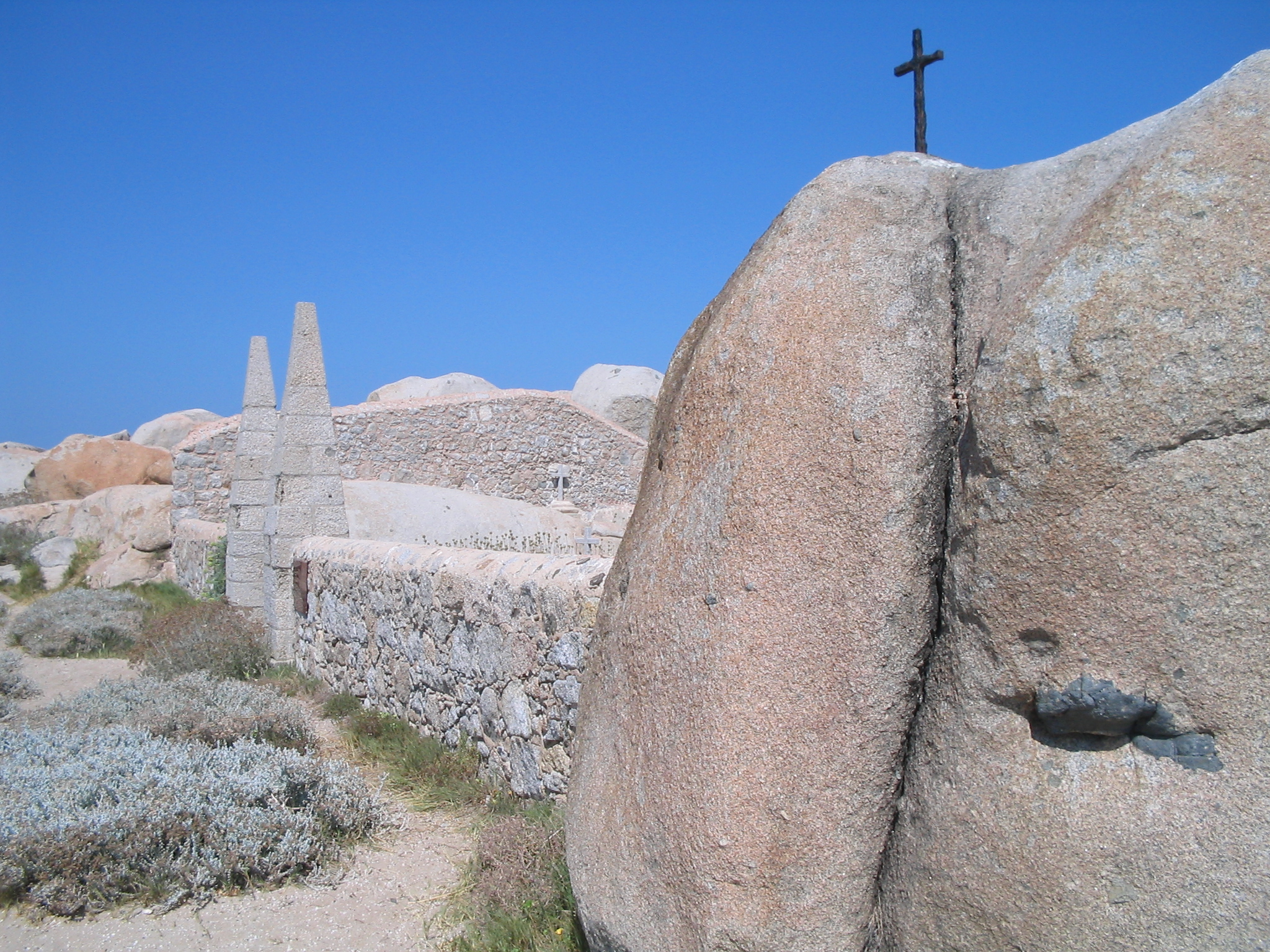
Cimitero della Sémillante
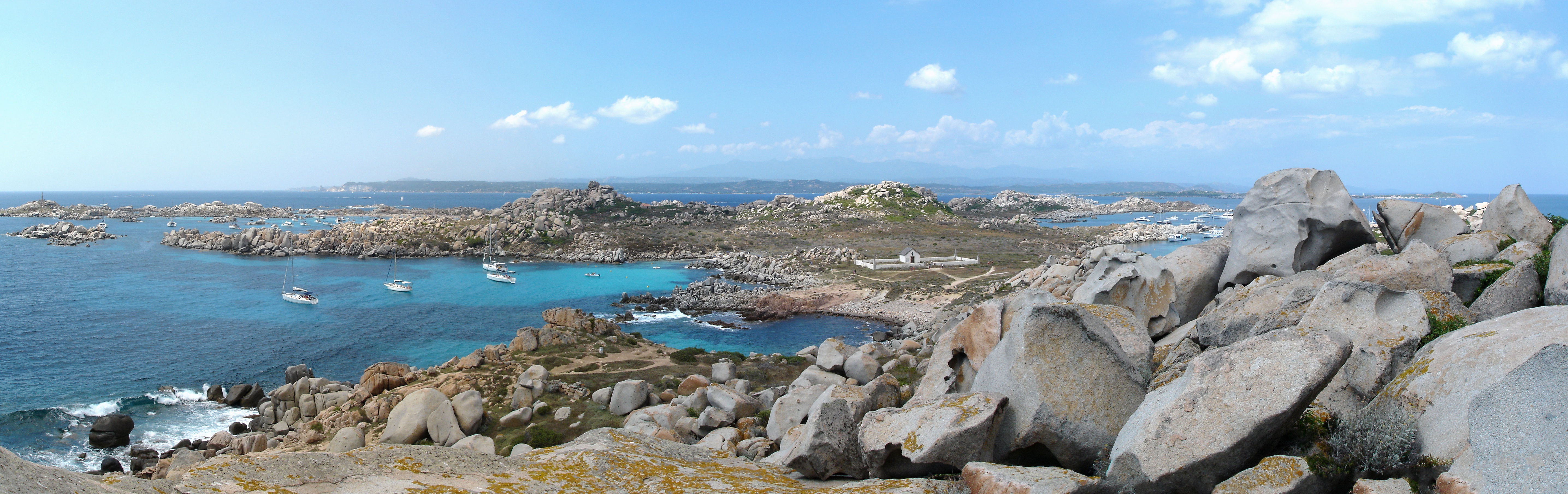
Vista delle Isole di Lavezzi, è visibile il Cimitero della Sémillante
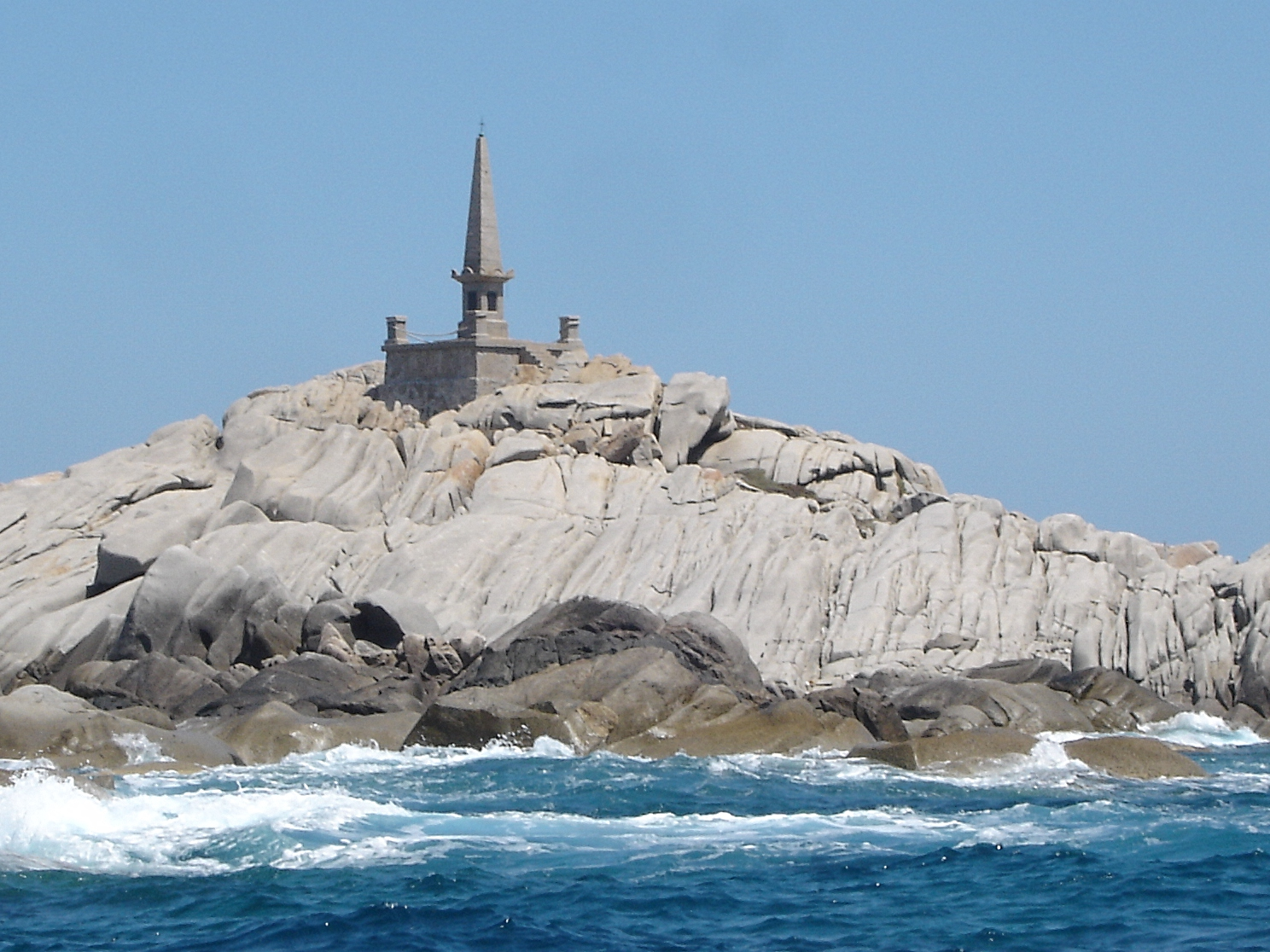
Piramide della Sémillante